# Adblock Plus
Adblock Plus（アドブロック・プラス）は、広告をブロックするウェブブラウザの拡張機能である。その他、トラッキング（アクセス解析、行動追跡など）、マルウェアを配布していたサイト、ソーシャルボタンをブロックする機能も持つ。
Mozilla Firefox、Google Chrome、Safari、Opera、Microsoft Edgeに対応する。かつてはInternet Explorer、Vivaldiにも対応していた。Android向けにはブラウザアプリとしてAdblock Browserが提供されている。Adblock BrowserはかつてiOSにも提供されていたが、現在はiOSのSafariの拡張機能のみ提供されている。

## 動作
広告のブロックはフィルタにヒットした時に行われる。フィルタはインターネット上のものを購読でき、また、自作することも可能である。ブロックのやり方には「URLを指定して素材のダウンロードそのものをブロックするもの」と「HTML要素を指定して画面上に表示しなくするもの」の2種類があり、前者は「blocker」、後者は「hider」と呼ばれている。

## 収益
- 控えめな広告（Acceptable Ads）

Adblock Plusには控えめな広告を許可する（表示する）設定のできる機能があり、デフォルトで有効になっている。Googleのような大型ウェブビジネス等の一部の企業による広告について、「控えめな広告」のリストに追加する代償としてその企業に利益の一部の支払いを求める、というようなことが行われている。
- アフィリエイトID

同機能はバージョン2.3で削除されたため、現在は存在しない。Adblock PlusにはURLの入力ミスを自動訂正するURL Fixer機能がかつて存在し、その機能を用いてショッピングサイトにアクセスした際には自動的にAdblock PlusのアフィリエイトIDを付加し、Adblock Plusプロジェクトの収入になっていた。

## 評価
AdBlockの後継として最も人気のある拡張機能の一つである。一方、Easylist、AdGuard、uAssetsの三大広告ブロックコミュニティ全てでコミット権限を持つ2023年現在で唯一の人物として知られるYuki2718は、AdBlockやAdblock Plusは使用に適した日本語フィルタが存在しないことに加え、AdGuardやuBlock Originと比べて性能面・機能面などで劣っており、特に日本語圏では使用を推奨しないとしている。